# Alfred C. Harmer
Alfred Crout Harmer, född 8 augusti 1825 i Philadelphia i Pennsylvania, död 6 mars 1900 i Philadelphia i Pennsylvania, var en amerikansk politiker (republikan). Han var ledamot av USA:s representanthus 1871–1875 och från 1877 fram till sin död.
År 1871 efterträdde han Caleb N. Taylor i representanthuset och efterträddes 1875 av John Robbins. Han tillträdde på nytt som kongressledamot 1877 och avled 1900 i ämbetet.
Harmer är begravd på West Laurel Hill Cemetery i Bala Cynwyd.